# Führungsaufsicht
Führungsaufsicht ist nach deutschem Strafrecht eine Maßregel der Besserung und Sicherung (§ 61 StGB).

## Gesetzliche Grundlage
Die Führungsaufsicht ergibt sich aus dem Strafgesetzbuch (StGB), dem Jugendgerichtsgesetz (JGG) und der Strafprozessordnung (StPO). Führungsaufsicht kann auch gegenüber Jugendlichen angeordnet werden (§ 7 JGG). Die Führungsaufsicht verfolgt dabei den Zweck, eine nachsorgende Betreuung von Tätern zu gewährleisten, deren Wiedereingliederung nach ihrer Entlassung aus dem Straf- oder Maßregelvollzug besonders gefährdet erscheint und die daher zur Verhinderung zukünftiger Straftaten der Unterstützung und Kontrolle bedürfen.

## Voraussetzungen

### Führungsaufsicht nach Strafverbüßung
Führungsaufsicht tritt automatisch ein nach vollständiger Verbüßung einer mindestens zweijährigen Freiheitsstrafe oder Gesamtfreiheitsstrafe wegen einer vorsätzlichen Straftat oder einer Freiheitsstrafe oder Gesamtfreiheitsstrafe von mindestens einem Jahr wegen Straftaten gegen die sexuelle Selbstbestimmung (§ 68f StGB). Sie kann ausnahmsweise entfallen, wenn die zuständige Strafvollstreckungskammer feststellt, dass nicht zu erwarten ist, dass der Verurteilte weitere Straftaten begehen wird.

### Führungsaufsicht im Zusammenhang mit einer freiheitsentziehenden Maßregel
Außerdem tritt Führungsaufsicht ein:
- nach Aussetzung der Unterbringung in einem psychiatrischen Krankenhaus oder einer Entziehungsanstalt zur Bewährung (§ 67c Abs. 1 StGB, § 67d Abs. 2 StGB)
- mit der Entlassung aus der Unterbringung nach § 64 StGB, wenn das Gericht die Maßregel wegen Aussichtslosigkeit aufhebt (§ 67d Abs. 5 StGB)
- wenn das Gericht die Unterbringung in der Sicherungsverwahrung für erledigt erklärt (§ 67d Abs. 3 StGB)

Bei bestimmten rückfallträchtigen Straftaten (dazu zählen z. B. Straftaten gegen die sexuelle Selbstbestimmung, erpresserischer Menschenraub, Geiselnahme, Hehlerei, Diebstahl, Betrug) kann das Gericht nach § 68 StGB bereits bei der Verurteilung zu einer Freiheitsstrafe von mindestens sechs Monaten zusätzlich die Führungsaufsicht nach § 68a StGB anordnen, wenn die Gefahr besteht, dass der Täter weitere Straftaten begehen wird.

## Ausführung
Dazu heißt es in § 68a StGB:
(1) Die verurteilte Person untersteht einer Aufsichtsstelle; das Gericht bestellt ihr für die Dauer der Führungsaufsicht eine Bewährungshelferin oder einen Bewährungshelfer.
(2) Die Bewährungshelferin oder der Bewährungshelfer und die Aufsichtsstelle stehen im Einvernehmen miteinander der verurteilten Person helfend und betreuend zur Seite.
(3) Die Aufsichtsstelle überwacht im Einvernehmen mit dem Gericht und mit Unterstützung der Bewährungshelferin oder des Bewährungshelfers das Verhalten der verurteilten Person und die Erfüllung der Weisungen.
[…]

Nach § 68 I StGB kann die Führungsaufsicht kraft richterlicher Anordnung entstehen. Dagegen kann nach § 68 II die Führungsaufsicht kraft Gesetzes entstehen.
In anderen Staaten werden Bewährungsauflagen mittels elektronischer Fußfessel als Teil der Führungsaufsicht seit längerem erprobt oder bereits durchgeführt. In Deutschland wurde die Möglichkeit der elektronischen Aufenthaltsüberwachung im Rahmen der Führungsaufsicht mit dem Gesetz zur Neuordnung des Rechts der Sicherungsverwahrung und zu begleitenden Regelungen mit Wirkung zum 1. Januar 2011 geschaffen (§ 68b StGB). Die technische Umsetzung ist im Gesetz nicht näher bestimmt. Tatsächlich bedeutet dies aber derzeit ebenfalls den Einsatz einer elektronischen Fußfessel.
In der Praxis wird die Führungsaufsicht nicht vom selben Gericht ausgesprochen, das den Täter verurteilt  hat. Die Führungsaufsicht wird kurz vor Ende der Verbüßung der Strafe vom Richter der zuständigen Strafvollstreckungskammer angeordnet. Der Beschluss besteht aus mindestens einer, meist aber aus einer ganzen Reihe von Weisungen. Sie sollten delikt- und persönlichkeitsspezifisch sein. Diese können u. a. folgendermaßen lauten:
- Verbot des Verlassens des Wohn- oder Aufenthaltsortes ohne Erlaubnis der Führungsaufsichtsstellen,
- Aufenthaltsverbot an Orten, die Anreiz zu neuen Straftaten geben könnten (z. B. Pädokriminelle an Kinderspielplätzen),
- Kontakt- und Beherbergungsverbot zu Personen oder Gruppen, die Anreize zu neuen Straftaten geben könnten,
- Verbot von Tätigkeiten, auch ehrenamtliche, bei denen die Gefahr des Umgangs mit bestimmten Personen oder Personengruppen besteht, von denen Anreize zu neuen Straftaten ausgehen könnten,
- Verbot des Besitzes oder Verwahrenlassens von Gegenständen, die Anreiz zu neuen Straftaten geben könnten,
- regelmäßiges Vorsprechen beim Bewährungshelfer zu festgelegten Zeitpunkten,
- Mitteilung jedes Arbeitsplatz- und Wohnungswechsels an Führungsaufsichtsstelle,
- Bemühungen um die Aufnahme eines Beschäftigungsverhältnisses,
- regelmäßige Besuche bei einem Psychiater oder Therapeuten,
- erweiterte bzw. verschärfte Meldepflicht,
- (Urin-)kontrollen auf Drogen- und Alkoholkonsum,
- Verbot, alkoholische Getränke zu konsumieren,
- Verpflichtung zu einer Psycho- oder Drogentherapie.

Nicht zulässig ist hingegen eine Weisung zur Entbindung der behandelnden Ärzte von der ärztlichen Schweigepflicht.
Auch bei Weisungen ist allerdings das Verhältnismäßigkeitsprinzip zu beachten. Nicht verhältnismäßig ist es etwa, einem langjährig drogenabhängigen Straftäter eine Abstinenzweisung aufzuerlegen, wenn von vornherein feststeht, dass er aufgrund seiner Suchterkrankung diese Weisung gar nicht erfüllen kann. In der Praxis ist die Auflage von Screenings daher nur nach dem erfolgreichen Abschluss einer Drogen- oder Alkoholtherapie zulässig. Ähnliches gilt bei einem pauschalen Verbot der Verbreitung rechtsextremistischen oder nationalsozialistischen Gedankenguts, da diese Weisung zu unbestimmt ist und so dem Straftäter faktisch das Recht auf Meinungsfreiheit komplett entzieht.
Die Häufigkeit und Schärfe der Führungsaufsicht sowie die Art und Menge der Weisungen variieren in Deutschland von Bundesland zu Bundesland beträchtlich. In wenigen Bundesländern, so in Bayern, Hessen und Sachsen, wird die Führungsaufsicht besonders streng gehandhabt, so dass viele ehemalige Straffällige nach Verbüßung ihrer Strafe in andere Bundesländer umziehen. Die enge Überwachung und Kontrolle kann in Einzelfällen die Lebensqualität stark beeinträchtigen, zudem wird verhindert, dass Betroffene unter die Folgen ihrer Straftat einen Schlussstrich ziehen, um sich auf ihre Resozialisierung zu konzentrieren. Hinzu kommt starker psychischer Druck, da auch bei einem legalen Lebenswandel eine weitere Inhaftierung droht, sollten die Erwartungen der Aufsichtsstelle nicht erfüllt werden können.

## Verstöße
Verstöße gegen Weisungen nach § 68b Abs. 1 StGB, die bestimmt, aber nicht auf eine dauerhafte Therapie zielen, sind nach § 145a StGB strafbewehrt und können auf Antrag der Führungsaufsichtsstelle mit Geldstrafe oder Freiheitsstrafe bis zu drei Jahren geahndet werden.
Verstöße gegen Therapieweisungen können zur Anordnung der unbefristeten Dauer der Führungsaufsicht führen, § 68c StGB.
Im Jahr 2002 wurden lediglich 64 Personen nach § 145 a verurteilt.

## Einordnung
Die rechtliche Problematik, dass niemand wegen einer Tat zweimal bestraft werden darf, ist für die Führungsaufsicht nicht von Belang. Maßregeln der Besserung und Sicherung gelten in juristischer Sicht nicht als Strafe. Diese Auslegung ist in Fachkreisen allerdings stark umstritten, zahlreiche Juristen sehen die Führungsaufsicht somit als eigentlich verfassungswidrig an. Verfassungsbeschwerden wurden in der Vergangenheit aber nur gegen einzelne Auflagen eingereicht, nicht aber gegen die Führungsaufsicht an sich.
Im Unterschied zur Aussetzung des Strafrestes auf Bewährung (§ 56 ff. StGB) wird bei der Führungsaufsicht mehr Wert auf die Überwachung des Verurteilten gelegt. So gibt es neben dem Bewährungshelfer auch noch eine Aufsichtsstelle zur Überwachung des „Verhaltens der verurteilten Person und die Erfüllung der Weisungen“. Aufsichtsstellen ressortieren, außer in Sachsen, bei den Landgerichten am Wohnort des Verurteilten. In Sachsen sind sie bei den Staatsanwaltschaften eingerichtet.